# نهر كويلو
نهر كويلو هو نهر رئيسي ينبع من أنغولا ويتدفّق شَمالاً عبر مُحافظة باندودو والموجودة في جمهورية الكونغو الديمقراطية (DRC) إلى مَدينة باندودو حيث يلتقي بنهر الكونغو قبل أن يدخُل إلى نهر كيساي في جمهورية الكونغو الديمقراطية؟ النهر يتدفّق قبل مُدُن غونغو وتيكويت وبولونغو وباغاتا وراذرفورديا وباندوندو. لوزانغو الّتي كانت سابِقاً تُسمّى ليفرفايل تَقَع في المكان الّذي يَلتَقي فيه نهر الكونغو مع كويلو ما بين كويلو وبولانغو.

## السّمات
النهر متعرّج بعرض 950م في بدايته وقاعدته رملية. وطوله تقريباً 965كم (600ميل) وفي الموسم المَطَري مساحته تبلغ 1550 كم مربّع). منابع النّهر توجد على إرتفاع ما بين 1000م (3300 قدم) - 1800م (5900 قدم) في مرتفعات أنغولا
وتَصُب بشكل حاد في المسطّحات الرئيسية لحوض الكونغو على إرتفاع ما بين 500م (1600 قدم) و 300 م (980 قدم) فوق سطح البحر ، وُجِدَ خلال إحصائية أو مسح في عام 2011  (113) نوع من الأسماك تقع ضمن 21 عائلة و8 رُتَب .

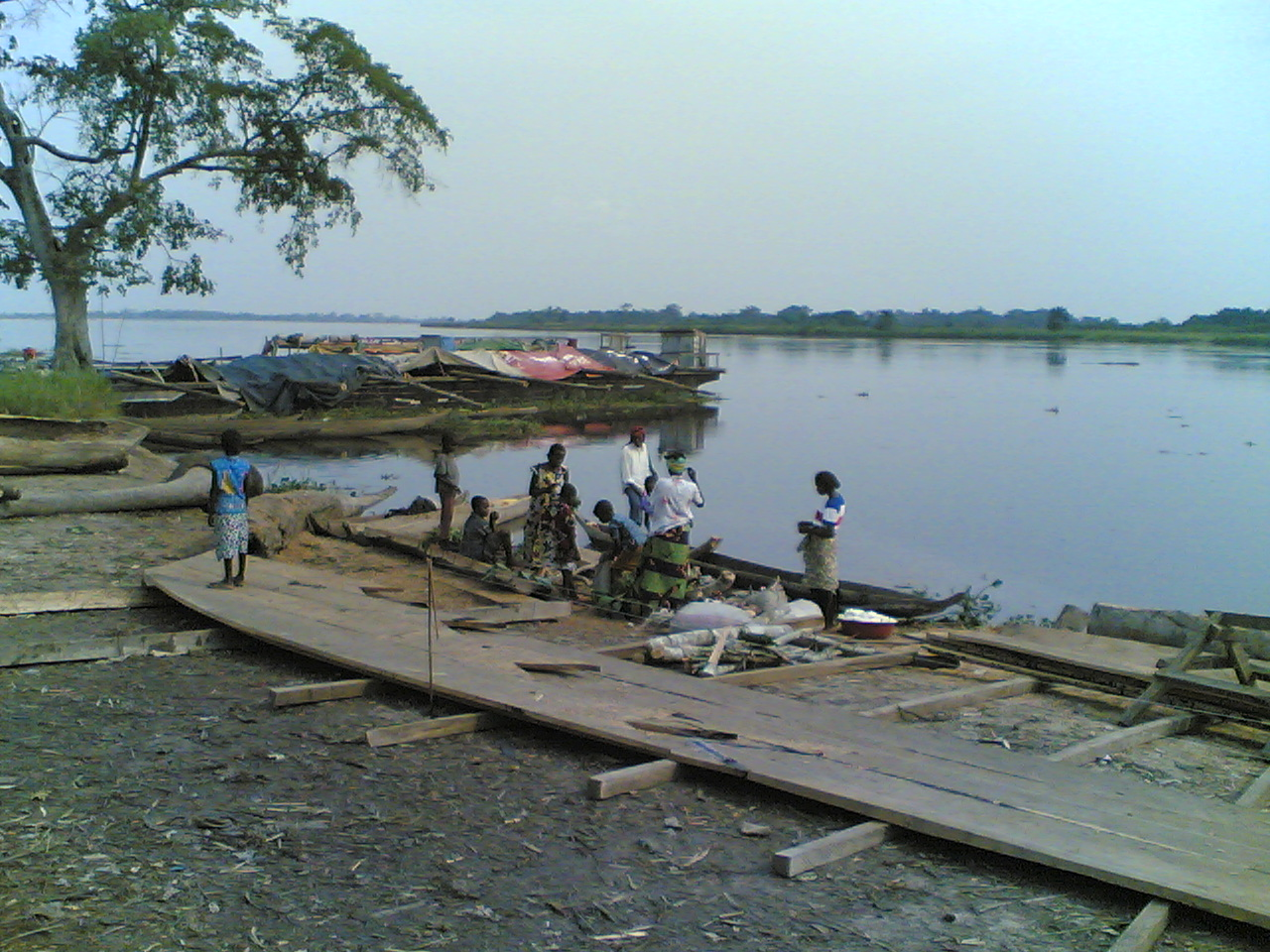
نهر بانداندو بالقرب Bandundu [الإنجليزية] في يونيو 2007
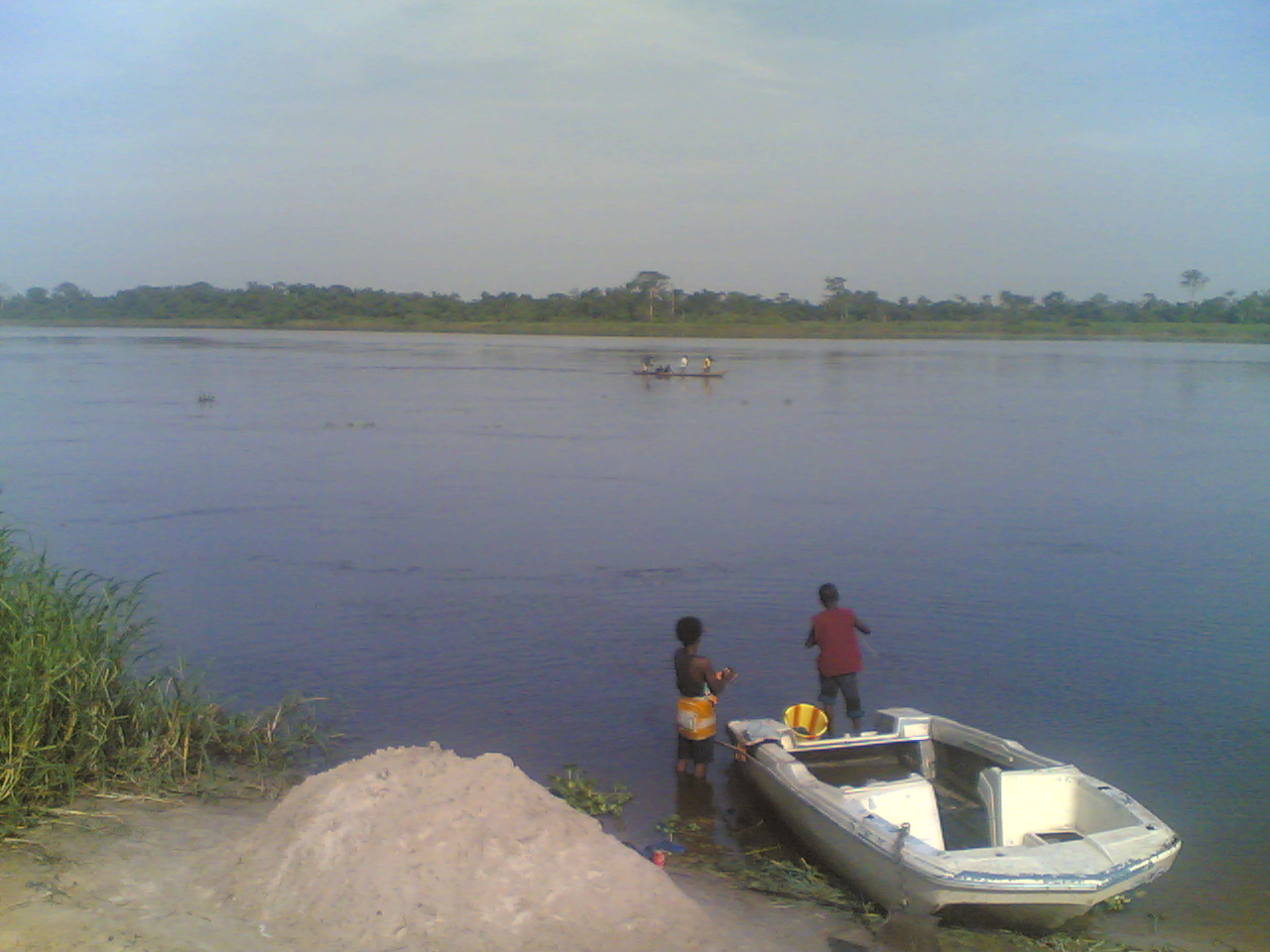
صورة أخرى للنهر بالقرب Bandundu [الإنجليزية] يونيو 2007